# Paulinum (Berlin-Friedrichshain)
Das Paulinum (seit 1992 Theologisches Seminar Paulinum) war eine evangelische Ausbildungsstätte in Berlin.

## Geschichte
Das „Paulinum“ war von 1946 bis 1999 eine Ausbildungsstätte des Zweiten Bildungswegs für  Pfarrer, Stadtmissionare und Prediger. Studienvoraussetzungen waren eine abgeschlossene Berufsausbildung (kein Abitur), Erfahrungen im Berufs- und Gemeindeleben und das Mindestalter von 21 Jahren.
Träger war die (damalige) Evangelische Kirche in Berlin-Brandenburg gemeinsam mit den anderen Landeskirchen und kirchlichen Werken der DDR (Berliner Stadtmission, Landeskirchliche Gemeinschaft, Evangelisches Jungmännerwerk).
Gegründet wurde das Paulinum 1946 auf Initiative des Direktors der Berliner Stadtmission, Pfarrer Hans Dannenbaum (1895–1956), für so genannte „Spätberufene“, zunächst besonders für Heimkehrer aus Krieg und Gefangenschaft.
In der Zeit der DDR wurde das Paulinum auch als Weg ins Pfarramt von nicht zu Abitur und Studium zugelassenen Schülern genutzt, ebenso von solchen, die an der seminaristischen Ausbildung interessiert waren.
Anfangs dauerte die Ausbildung zwei Jahre. 1956 wurde sie auf drei, 1979 auf vier Jahre erweitert und, mit Ausnahme der Ausbildung in den alten Sprachen, dem akademischen Theologiestudium vergleichbar gemacht. Die Absolventen waren rechtlich und finanziell den akademisch ausgebildeten Theologen gleichgestellt.
Das Paulinum war zunächst in den Räumen der Berliner Stadtmission in der Neuköllner Lenaustraße, und ab 1949 im Haus der Berliner Mission in der Georgenkirchstraße in Friedrichshain untergebracht. Seit 1993 arbeitete es im Seminargebäude der ehemaligen Kirchlichen Hochschule in Zehlendorf in der Leuchtenburgstraße. Hauptsächlich aus finanziellen Gründen wurde von der Berlin-Brandenburger Kirche 1996 die Schließung des Paulinums beschlossen, die dann am 30. Juni 1999 nach dem Examen des letzten Jahrgangs erfolgte.
Am Paulinum waren insgesamt 1000 Personen immatrikuliert, zu denen Anfang der 1950er Jahre und dann seit 1964 auch Frauen gehörten. Etwa 800 Personen haben dort die erste theologische Prüfung beziehungsweise die Predigerprüfung abgelegt.
Um den Gedanken seminaristischer Ausbildung zum Pfarrberuf wachzuhalten und sich dafür einzusetzen, wurde 1998 der Verein „Paulinum e. V.“ gegründet.

## Leiter
- 1946–1947 Hans Dannenbaum (1895–1956)
- 1947–1958 Johannes  Kühne (1885–1963)
- 1958–1969 Reinhold Pietz (1920–1976)
- 1970–1981 Anselm Tietsch (1916–2015)[2]
- 1981–1983 Christian Bunners (1934–2024), zeitweise vertreten von Traugott Vogel (* 1938)
- 1983–1993 Johannes Althausen (1929–2008)
- 1994–1997 Hartmut Genest (* 1941)
- 1997–1999 Johannes Heidler (* 1939)

## Bekannte Dozenten und Absolventen
- Konrad Elmer-Herzig
- Rainer Eppelmann
- Matthias Köckert
- Erich Schuppan
- Klaus Thomas
- Henning Schluß